# Xanthia bathi
Xanthia bathi är en fjärilsart som beskrevs av Ewald Döring 1934. Xanthia bathi ingår i släktet Xanthia och familjen nattflyn. Inga underarter finns listade i Catalogue of Life.